# Ixodes abrocomae
Ixodes abrocomae är en fästingart som beskrevs av Fernando Lahille 1916. Ixodes abrocomae ingår i släktet Ixodes och familjen hårda fästingar. Inga underarter finns listade i Catalogue of Life.